# Saw 3D - Il capitolo finale
Saw 3D - Il capitolo finale (Saw 3D) è un film del 2010 diretto da Kevin Greutert, settimo episodio dell'omonima serie.
Il film è uscito nelle sale cinematografiche statunitensi il 29 ottobre 2010, mentre in Italia è uscito il 17 novembre dello stesso anno.
L'edizione home video è stata distribuita con il titolo Saw - Il capitolo finale.

## Trama
Fine degli avvenimenti di Saw I. Il Dr. Lawrence "Larry" Gordon si trascina lungo il pavimento privo del piede destro, che si era amputato con la sega a mano, e visto un tubo di riscaldamento, vi preme contro il moncone per cauterizzare la ferita sanguinante.
Tempo dopo. In una grande città, Brad e Ryan si svegliano dietro la vetrina di un centro commerciale incatenati ai due lati di un meccanismo con al centro Dina, la ragazza che ha illuso e sedotto entrambi per i suoi interessi personali, sopra di loro e il pupazzo Billy spiega loro che devono decidere se uccidersi tra loro con delle seghe circolari a cui sono legati, salvando così Dina, o se lasciare morire lei, in modo da salvarsi entrambi; tra le urla della folla che tenta inutilmente di rompere il vetro, Brad e Ryan iniziano a spingere le seghe l'uno verso l'altro, fino a quando capiscono che ciò che è stato detto loro è la verità, e decidono così di lasciare morire Dina.
Fine di Saw VI. Quando il Ten. Mark Hoffman si salva dalla trappola per orsi e sottopone 4 ragazzi razzisti - Evan, Kara, Dan e Jake - a una prova utilizzando un'automobile che causa la morte di tutti loro, Jill Tuck, terrorizzata, va alla centrale di polizia, dove riceve protezione dal Det. Matt Gibson - che denunciò l'uomo per abuso di potere e omicidio quando sparò alle spalle ad un criminale nonostante si fosse arreso - diventando così un obiettivo di Hoffman insieme a Jill e a Bobby Dagen, sopravvissuto a John "Jigsaw" Kramer che è diventato famoso scrivendo un libro su come l'esperienza gli abbia migliorato la vita.
È così che mentre Bobby Dagen viene rapito e, visto che si è inventato per profitto di essere stato vittima di Jigsaw, sottoposto a una serie di prove che dovrà superare in un'ora altrimenti la moglie Joyce morirà (durante le prime tre prove Bobby cerca invano di salvare la sua pubblicista Nina, la sua avvocatessa Suzanne e il suo migliore amico Cale poi, arrivato nella quarta e ultima, si trova prima a doversi asportare dei denti e poi a dover affrontare la prova a cui ha raccontato di  esser stato sottoposto da Jigsaw - una catena su cui è possibile issarsi solo trafiggendosi il petto con due ganci da macellaio - che però non riesce a superare e così è costretto a guardare Joyce bruciare viva in una fornace), Gibson e i suoi uomini muoiono in una trappola di Hoffman che, intanto, è entrato nella centrale attraverso l'obitorio fingendosi un cadavere e, dopo aver assassinato tutti i presenti, cattura Jill, le lega i polsi su una sedia, le mette la trappola per orsi al contrario che scatta uccidendola.
A vendetta compiuta, Hoffman fa esplodere il deposito che usava per nascondere i suoi marchingegni, venendo subito dopo aggredito da tre uomini con la maschera da maiale. Uno di questi è il Dr. Gordon che, sopravvissuto alla trappola di John, era diventato un suo collaboratore occulto (es.: è lui che ha suggerito a John di rapire Lynn Denlon) e aveva ricevuto, da John stesso (Jill gli ha consegnato un suo videomessaggio), il compito di proteggere Jill e di agire a nome di Jigsaw se le fosse successo qualcosa; è così che il Dr.  Gordon chiude Hoffman col piede incatenato nel bagno in cui lui stesso fu rinchiuso ma senza la sega che gli salvò la vita.

## Produzione
Nel luglio 2009 la rivista Variety annunciò che la LionsGate aveva dato semaforo verde al film, ingaggiando Hackl come regista, il duo Melton-Dunstan alla sceneggiatura e Mark Burg e Oren Koules come produttori. La preproduzione si avviò il 14 settembre dello stesso anno, e il mese seguente si decise di realizzare il film in tridimensionale.
In origine era prevista la produzione di due altri seguiti dopo Saw VI, ma Melton specificò come le intenzioni dello studio di produzione erano cambiate dopo i deludenti risultati al botteghino del film. In questo contesto, quindi, gli sceneggiatori ebbero il compito di affrontare alcune tematiche rimaste aperte e insolute dai film precedenti, come il destino del Dr. Gordon nel primo film e di altri superstiti degli episodi successivi, portando al contempo a una risoluzione definitiva per la serie.
Con la decisione di realizzare Saw VII in tridimensionale, il suo bilancio inizialmente ruotante attorno agli 11 milioni di dollari come per gli altri film della serie lievitò considerevolmente sfiorando i 20 milioni, tanto che Greutert lo ha definito "il più costoso Saw [fatto] fino ad oggi". Sempre Greutert era inizialmente impegnato alla regia di Paranormal Activity 2, la cui uscita era prevista lo stesso giorno di Saw VII, ma la LionsGate improvvisamente rigettò Hackl in favore di Greutert esercitando una "clausola contrattuale", basata sugli accordi precedenti, con suo grande sgomento.

### Lavorazione
La lavorazione è cominciata l'8 febbraio 2010 a Toronto (Canada) ed è terminata il 12 aprile 2010. Dopo che gli autori videro un minuto di girato di Saw in formato tridimensionale, ne rimasero così entusiasti che decisero di realizzare l'intera pellicola con quella tecnologia. Scegliendo, quindi, di girare interamente e direttamente in tridimensionale anziché filmare in formato tradizionale per poi trasferire in 3D, i set furono ridisegnati in conformità alle riprese con telecamere 3D.
Nel determinare lo stile di riprese tridimensionale che si sarebbe usato, Burg ritenne che il pubblico avrebbe voluto un aspetto simile a quello rappresentato in San Valentino di sangue 3D, ovvero con momenti in cui gli oggetti si animavano per andare verso il pubblico. Il produttore riconobbe quindi la possibilità di usare sia questo metodo, che quello di vedere attraverso il punto di vista della vittima, che porterebbe a una visuale simile a quella degli sparatutto in prima persona usata nei videogiochi.

### Cast
Il personaggio di Amanda Young, che nei capitoli precedenti aveva un ruolo chiave, in questo episodio della serie appare solo per pochi secondi nelle scene finali che non sono altro che dei flashback (in particolare vengono riprese le ultime scene di Saw II - La soluzione dell'enigma).
Gabby West è entrata a far parte del cast dopo aver vinto la seconda edizione del reality show Scream Queens. La stessa cosa è avvenuta per Tanedra Howard, la quale, vincendo la prima edizione del programma, è entrata nel cast già da Saw VI. Nel cast figura, nel ruolo di una vittima dell'Enigmista (Evan), un componente del gruppo musicale dei Linkin Park, il cantante Chester Bennington.
Nelle riunioni tra i sopravvissuti alle trappole dell'Enigmista organizzate dall'impostore Bobby Dagen compare Mallick Scott (interpretato da Greg Bryk) ma non Brit Steddison, l'altra sopravvissuta di Saw V, personaggio che in quella pellicola era stato interpretato da Julie Benz.

## Promozione
A settembre 2010 la Lionsgate ha distribuito il secondo trailer del film dal quale si evince che la trama e la scenografia è stata studiata proprio per rendere massima l'efficacia del 3D.

## Distribuzione
Il film era originariamente previsto per uscire nelle sale cinematografiche americane il 22 ottobre 2010, ma fu posticipato di una settimana, al 29 ottobre. Negli Stati Uniti la distribuzione è stata affidata alla Lionsgate, e alla Maple Pictures per il Canada. Fin dall'uscita di Saw IV, in Australia e Nuova Zelanda i film della serie sono stati distribuiti per tradizione un giorno prima del debutto statunitense. Così doveva essere anche per Saw 3D, dove in Australia l'uscita è stata fissata per il 28 ottobre, mentre in Nuova Zelanda è stata rimandata al marzo 2011.
In Italia Saw 3D sarebbe dovuto uscire il 14 gennaio 2011 su distribuzione Moviemax dopo che l'uscita era stata programmata per il 29 dicembre 2010. Il 12 ottobre 2010, però, la stessa Moviemax ha annunciato che l'uscita in Italia di Saw 3D sarebbe stata anticipata al 19 novembre 2010, qualche settimana dopo l'uscita americana. Successivamente è stata ulteriormente anticipata al 17 novembre.

### Divieti
In Italia, così come in molti altri paesi del mondo, Saw 3D è stato vietato ai minori di 18 anni per le numerose scene horror e splatter. Negli USA, invece, il film era stato inizialmente vietato ai minori di 17 anni (Rating NC-17) da parte della MPAA e, solo dopo essere stato rimontato per sei volte, ha ottenuto il divieto ai minori di 17 anni non accompagnati da un adulto (Rating R).

### Edizione home video
Le versioni italiane del DVD e del Blu-ray sono state reintitolate come Saw - Il capitolo finale. Il film viene edito in home video in 2 versioni: la Cut Version (privata di alcune scene in modo tale da abbassare il divieto) e la Uncut Version, (ovvero la versione integrale cinematografica, vietata ai minori di 18 anni).

## Accoglienza

### Incassi
Costato 20 milioni di dollari, ha incassato 45710178 $ in Nordamerica, mentre in Italia poco più di 7 milioni di euro, risultando qui il film più redditizio della serie. Globalmente si è riscontrato un buon successo al botteghino, con 130210178 $ di incassi.

### Critica
Nonostante i notevoli incassi, il film è stato stroncato dalla critica. Sul sito Rotten Tomatoes ottiene il 9% delle recensioni professionali positive, basato su 82 recensioni e con un voto medio di 3.50 su 10, mentre su Metacritic ottiene un punteggio di 24 su 100.
Il film è stato candidato al Razzie Awards nella sezione Peggior uso del 3D, senza però vincerlo.

## Sequel
Saw 3D - Il capitolo finale doveva inizialmente essere l'ultimo film della serie cinematografica, ma nel 2013 cominciarono a circolare voci sul fatto che la Lionsgate stesse progettando un ottavo film. Leigh Whannell ha in seguito dichiarato la sua ignoranza sul possibile nuovo capitolo, ma non ha escluso la possibilità di lavorarci. Nel 2016 è stato confermato l'avvio della produzione dell'ottavo capitolo della serie di Saw intitolato Saw Legacy (Jigsaw). Leigh Whannell e James Wan sono due dei produttori esecutivi. Il film è uscito nelle sale cinematografiche degli Stati Uniti il 27 ottobre 2017 mentre nelle sale cinematografiche italiane il 31 ottobre dello stesso anno.

## Casi mediatici
In un cinema del Massachusetts il film venne proiettato per errore, anche se solo per pochi minuti, al posto di Megamind, film d'animazione della Dreamworks, davanti ad un pubblico di bambini.